# ザ・シーン城北
ザ・シーン城北 アストロタワー（ザ・シーンじょうほく アストロタワー）は、愛知県名古屋市北区成願寺にある高さ160mの超高層ビルである。本棟単独でザ・シーン城北として通用するが、正式には超高層のザ・シーン城北 アストロタワーと低層のザ・シーン城北 ウエストスターとザ・シーン城北 イーストスターの3棟の総称である。この項では、アストロタワーについて解説する。

## 概要
名古屋市北部を流れる矢田川沿いのメイボー工場（旧名古屋紡織所）跡地を再開発して建設されたタワーマンションで建設当時は日本一高いマンションとして知られた。
現在も愛知県では高さ2位タイの超高層マンションで、名古屋市北区ではビルとしても最も高い超高層建築である。
また、延床面積は中部地方・東海地方のマンションで最も大きい。
楕円形をした外観が特徴的で、周囲に超高層ビルが全くないために今でも名古屋市北区ではランドマークとして機能している。
眺望を楽しむためにシースルー型エレベーターが設置されているほか、住民専用のスポーツクラブもある。
最高60N/mm2の高強度コンクリートを使用して、超高層化に伴い梁や柱が太くなることを防いでいる。
かつては、東海テレビ放送が情報カメラを設置していた。

## 交通
- 名古屋市営バス（名古屋市交通局）
  - 名駅13号系統・黒川12号系統 - 中切町下車
  - 幹栄1号系統・名駅13号系統・黒川11号系統・黒川12号系統 - 中切町四丁目下車